# 広面ショッピングセンター
広面ショッピングセンター（ひろおもてショッピングセンター）は、秋田県秋田市広面字蓮沼にあるショッピングセンター。DCM株式会社が管理・運営している。

## 概要
秋田県道41号秋田昭和線（都市計画道路横山金足線）沿いの農地に、当時秋田市に本社を置いていたイシグロジャスコがショッピングセンターを開発。1995年8月にイシグロジャスコは石黒ホーマやメイクと合併しホーマックが誕生。開発もホーマックが継承。1995年11月に「メガマート広面店」と「ウエルマート広面店」を核店舗とする「広面ショッピングセンター」がオープンした。
「メガマート広面店」は、運営しているホーマックが「メガマートブランド」から「ホーマックブランド」に転換したため、当ショッピングセンター内にある「メガマート広面店」は「ホーマック広面北店」に改称。また、秋田市広面字鍋沼にある「メイク広面店」は「ホーマック広面店」に改称した。その後、両店舗とも「DCMホーマック」を経て「DCM」に屋号変更している。
イオン東北（旧・マックスバリュ東北）が運営するもう1つの核テナント「ウエルマート広面店」は、2001年に業態転換し「マックスバリュ広面店」になったが、2023年7月に再度業態転換を行い、「イオンスタイル広面店」としてリニューアル。マックスバリュ店舗が直接イオンスタイルに転換されるのはイオンスタイル茨島（秋田県秋田市茨島）に次いで2例目である。

## 広面チャンスセンター
広面ショッピングセンターの中で一番有名なのが、エヌエヌシー秋田支店が運営する宝くじ売場「広面チャンスセンター」である。建設の際、土台のモルタルが生乾きの状態のときに猫が歩いてしまい、土台には猫の足跡が売場方向に14個残ってしまった。しかし、招き猫がイメージキャラクターであったことなどから、手直しをせずそのまま足跡を残し1995年に開設した。
開設時から毎年高額当選者が出たため、幸運を招く猫として全国の宝くじ愛好者から注目を集め、高額当選宝くじの発売日には、広面チャンスセンター前には宝くじを買い求める人で長蛇の列になる。また、発売初日には地元の報道機関のほとんどが、当チャンスセンターを取材するまでになった。

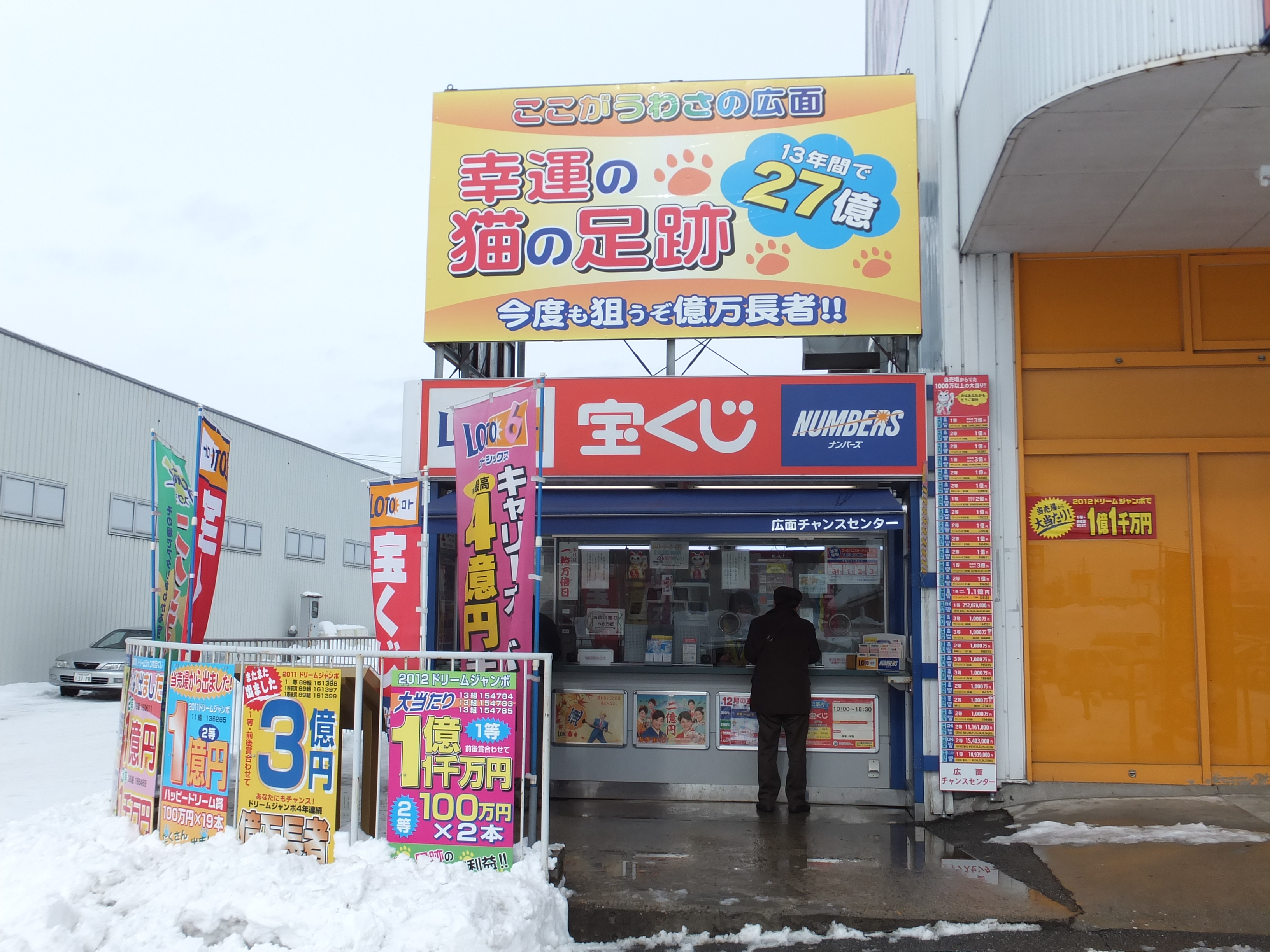
広面チャンスセンター

## 沿革
- 1995年（平成7年）
  - 11月30日 - 「ウエルマート広面店」オープン。
  - 12月7日 - 「メガマート広面店」オープン。
- 1996?年（平成8?年） - 「メガマート広面店」から「ホーマック広面北店」に改称。 （遅くとも1996年6月にはホーマックに転換していた）
- 2001年（平成13年）
  - - 「ウエルマート広面店」から「マックスバリュ広面店」に業態転換。
  - - 「アクティブゼビオ秋田広面店」閉店。
  - 10月12日 - 「佐野薬局広面店」オープン。
- 2002年（平成14年）
  - 3月 - 「ミスタードーナツ秋田広面ショップ」オープン。
  - 4月1日 - 「マックスバリュ広面店」24時間営業開始[3]。
- 2004年（平成16年）7月15日 - 「マックスバリュ広面店」が増床し、リニューアルオープン[4]。
- 2006年（平成18年）5月24日 - 秋田市とマックスバリュ東北株式会社にて､災害時における応急生活物資の供給等に関する協定を締結[5]。
- 2008年（平成20年）12月19日 - 「ドコモショップ秋田広面店」[6] オープン。
- 2009年（平成21年）9月10日・11日 - 改装工事のため「マックスバリュ広面店」休業。
- 2010年（平成22年）2月16日 - 秋田県とマックスバリュ東北株式会社にて､災害時における生活必需物資の供給に関する協定を締結[7]。
- 2013年（平成25年）3月29日 - 「ドコモショップ秋田広面店」が秋田市広面字堤敷に移転し、「ドコモショップ秋田大学病院前店」に改称[8]。
- 2015年（平成27年）3月1日 - 「ホーマック広面北店」から「DCMホーマック広面北店」に改称[9]。
- 2020年（令和2年）
  - 4月20日 - 新型コロナウイルス感染拡大防止の観点から、「マックスバリュ広面店」の営業時間を短縮（24時間営業→07:00～23:59）[10]。
  - 5月15日 - 「マックスバリュ広面店」24時間営業を再開[11]。
- 2021年（令和3年）2月9日 - 秋田市からDCMホーマック広面北店が「令和2年度秋田市事業系一般廃棄物減量等優良事業者」として表彰[12]。
- 2022年（令和4年）9月1日 - 「DCMホーマック広面北店」から「DCM広面北店」に改称[13]。
- 2023年（令和5年）
  - 6月5日-7月2日 - 店舗改装工事のため「マックスバリュ広面店」営業時間を短縮（24時間営業→07:00～22:00）。
  - 7月3日-14日 - 店舗改装工事のため「マックスバリュ広面店」休業。
  - 7月15日 - 「マックスバリュ広面店」が「イオンスタイル広面」として朝9時にリニューアルオープン。しかし、県内記録的大雨の影響で1時間半後に臨時休業[14]。「DCM広面北店」は駐車場冠水のため午後から休業[15]。
  - 7月17日 - 「DCM広面北店」が営業を再開[15]。
  - 7月20日 - 朝9時に、「イオンスタイル広面」が5日ぶりに営業再開[14]。
- 2024年（令和6年）
  - 1月10日 - 「イオンスタイル広面」にて、Woltによるデリバリーサービス提供を開始[16]。
  - 6月7日 - 環境月間に合わせて、秋田県とイオン東北にて、レジ袋の削減に向けての啓発イベントを「イオンスタイル広面」にて開催[17]。神部秀行副知事が､マイバスケットを使っての、環境に配慮した買い物方法を実演[17]。

## テナント
- DCM広面北店
- イオンスタイル広面
  - イオン銀行ATM管理店イオンスタイル広面出張所
  - ミスタードーナツ 秋田広面ショップ[18]
- ATMコーナー
  - 秋田銀行広面支店イオンスタイル広面店出張所
  - 北都銀行本店営業部イオンスタイル広面店出張所
- ママクリーニング小野寺よイオン広面サービスコーナー
- 広面チャンスセンター
- やまや広面店
- 佐野薬局広面店
  - Hair make picasso
- 和処ダイニング暖や秋田大学病院前店

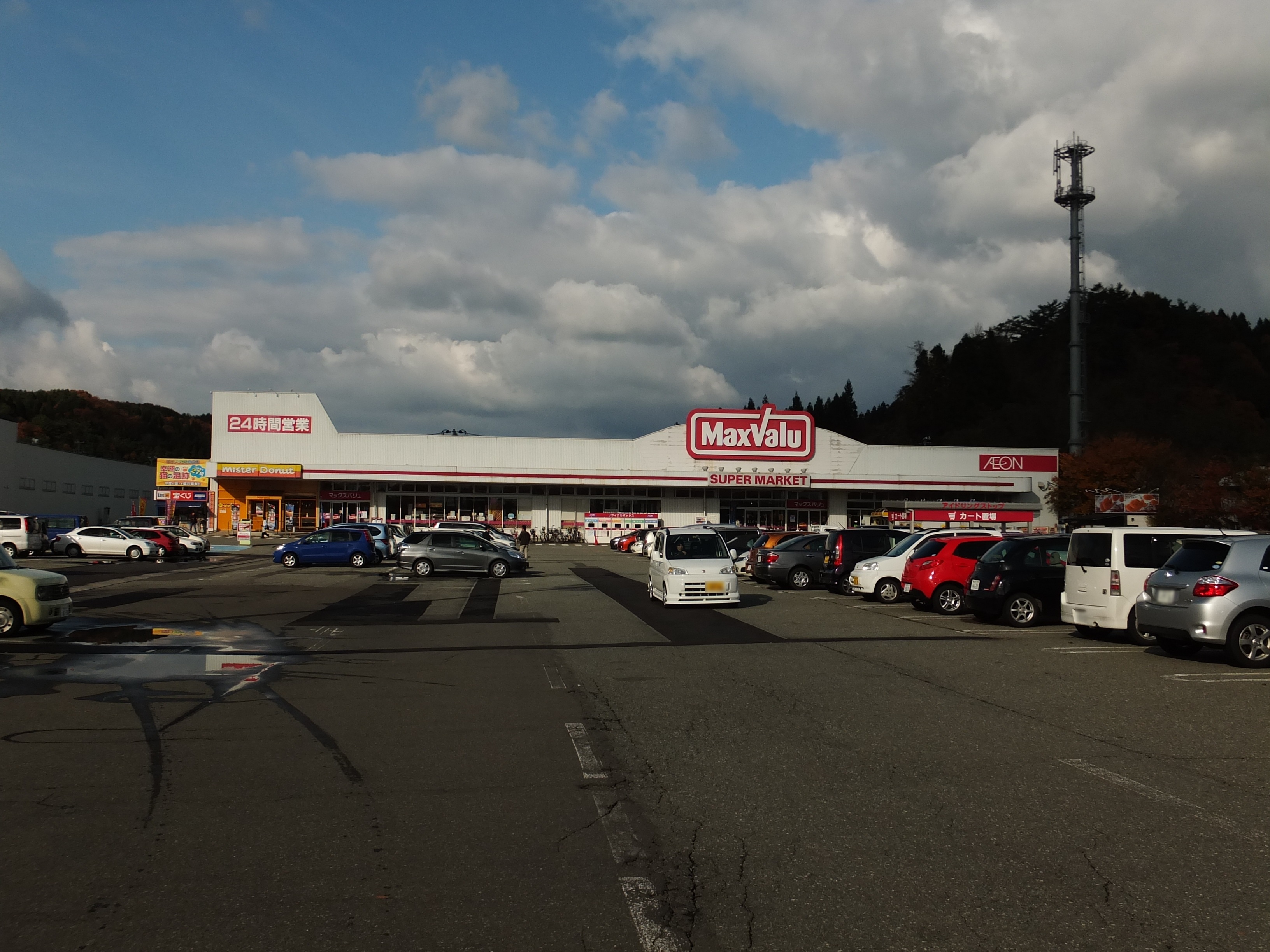
イオンスタイル広面(写真はマックスバリュ広面店時代)
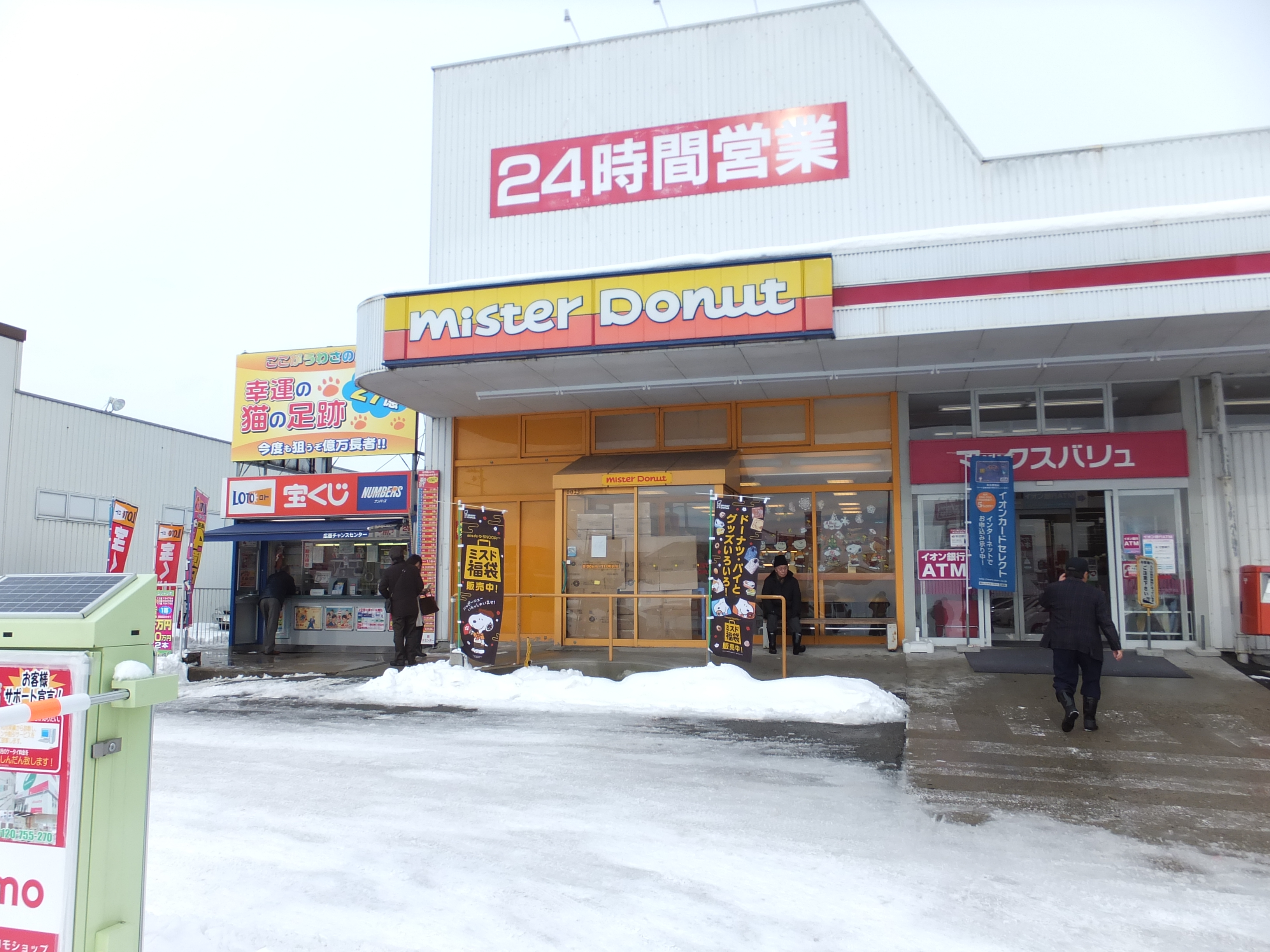
ミスタードーナツ秋田広面ショップと広面チャンスセンター
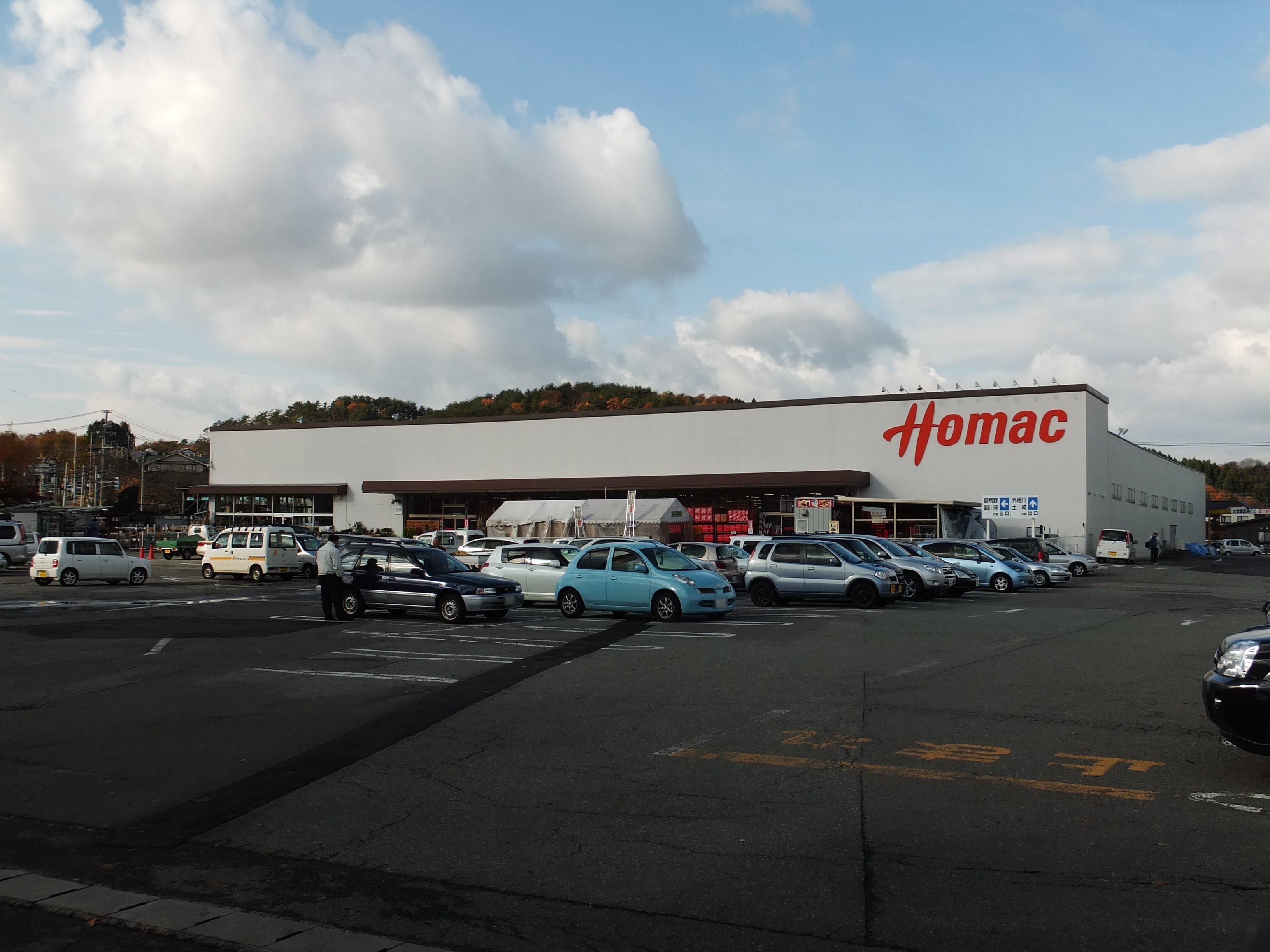
DCM広面北店（写真はホーマック広面北店時代）
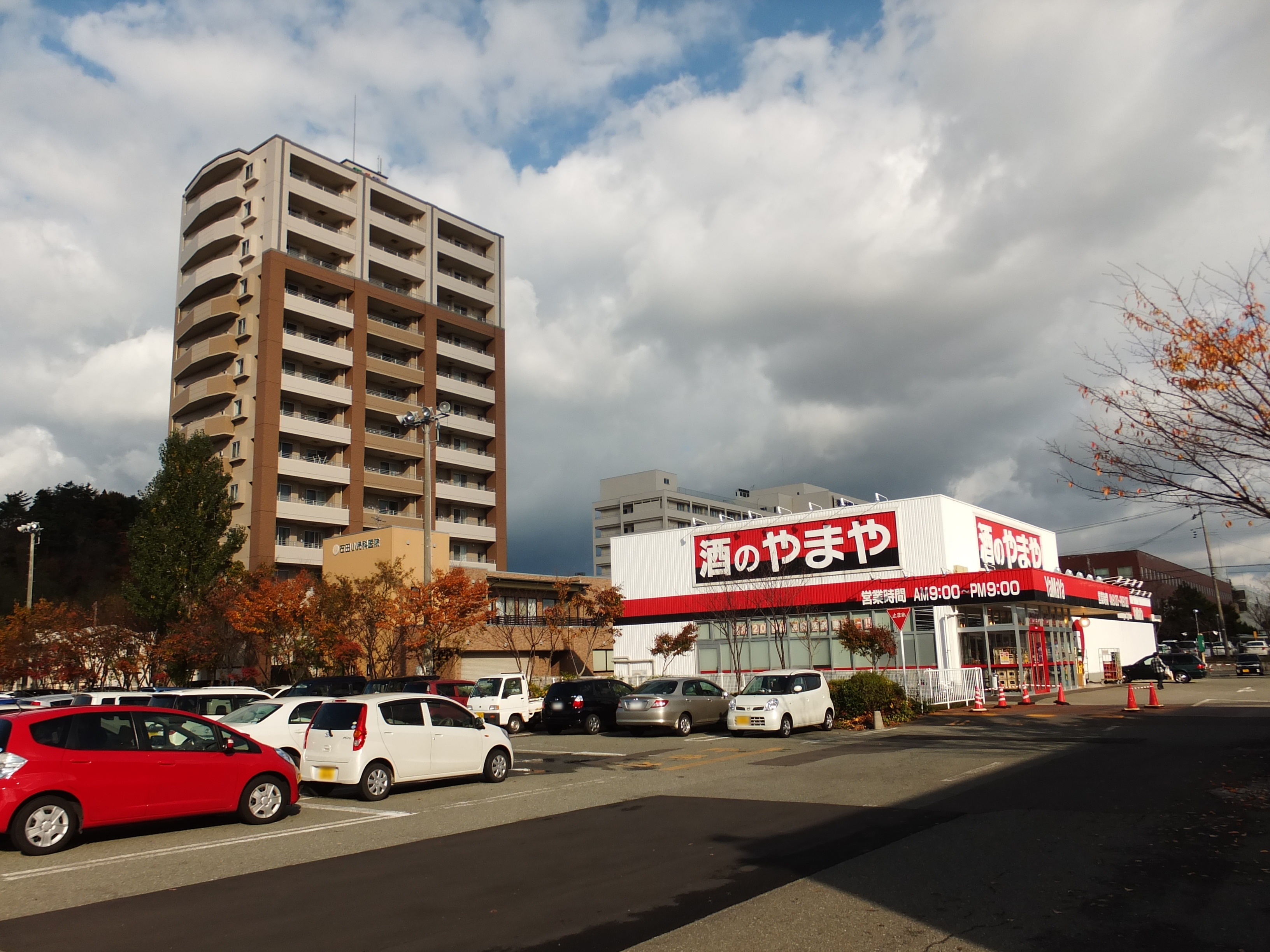
やまや広面店
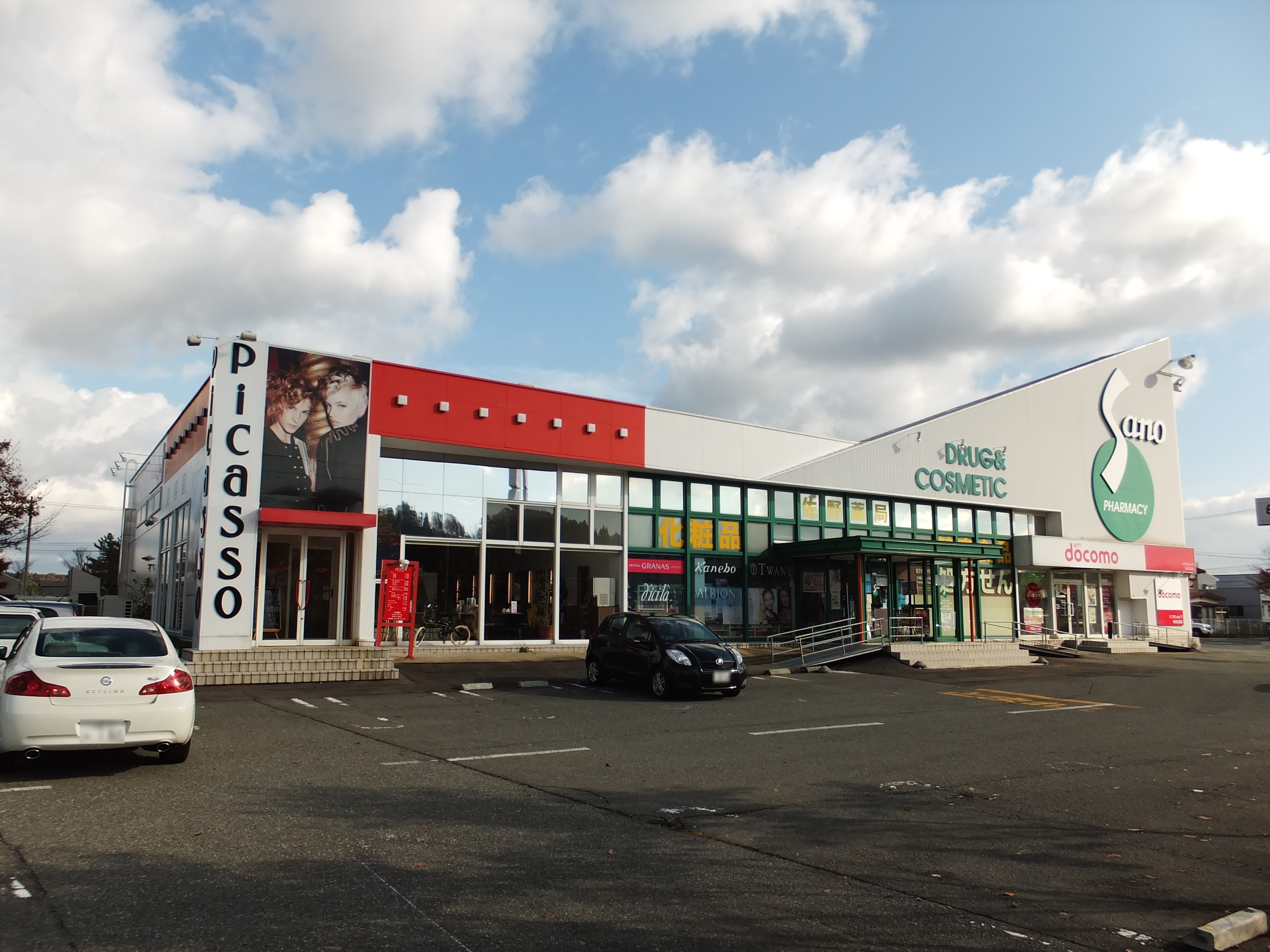
佐野薬局広面店とドコモショップ秋田広面店

## アクセス

### 自家用車
- JR秋田駅東口より約8分